# Ціна життя (фільм, 1977)
«Ціна життя» — радянський художній фільм у двох новелах 1977 року, знятий режисерами Караманом Мгеладзе і Ніколозом Санішвілі на кіностудії «Грузія-фільм».

## Сюжет

### «Доброго здоров'я, Ермілє»
Про подвиг начальника маленької залізничної станції. Час дії 1905 рік.

### «Федя»
Федір із маленькою донечкою летить у Тбілісі на похорон. Він їде прощатися із Зуріко, ймовірно, єдиним справжнім другом.

## У ролях
- Володимир Меньшов — Федя
- Давид Абашидзе — Шаліко (дубляж: Микола Граббе)
- А. Куряча — роль другого плану
- Коте Даушвілі — роль другого плану
- Леван Пілпані — роль другого плану
- Абессалом Лорія — роль другого плану
- Георгій Дадіані — роль другого плану
- Гурам Пірцхалава — роль другого плану
- Анзор Жванія — роль другого плану
- Лія Гудадзе — Лола (дубляж: Ніна Головіна)
- Марина Кобахідзе — роль другого плану
- Гіві Джаджанідзе — Муса (дубляж: Валентин Брилєєв)
- Авто Кварацхеліа — роль другого плану
- Б. Бардовелідзе — Михайло Іоффе — Руднєв (дубляж: Володимир Ферапонтов)
- Імеда Кахіані — Ерміле (дубляж: Вадим Спиридонов)
- Анзор Урдія — роль другого плану
- І. Міміношвілі — роль другого плану
- Вахтанг Міхелідзе — ватажок повстанців (дубляж: Олексій Панькін)
- Вахтанг Нінуа — телеграфіст (дубляж: Костянтин Тиртов)
- Яків Трипольський — генерал (дубляж: Олег Мокшанцев)
- Михайло Вашадзе — роль другого плану
- Гулчіна Дадіані — роль другого плану
- Михайло Кобахіддзе — роль другого плану
- Гогі Поцхішвілі — роль другого плану
- Леонід Пярн — роль другого плану
- Гіві Тохадзе — роль другого плану
- Борис Ципурія — Шалома (дубляж: Павло Винник)
- Георгій Чхаїдзе — роль другого плану
- Г. Аронашвілі — роль другого плану
- В. Іванісов — роль другого плану
- М. Чугуашвілі — епізод

## Знімальна група
- Режисери — Караман Мгеладзе, Ніколоз Санішвілі
- Сценаристи — Резо Чейшвілі, Резо Ебралідзе
- Оператори — Георгій Челідзе, Дудар Маргієв
- Композитор — Нугзар Вацадзе
- Художники — Ніколоз Казбегі, Фелікс Глонті, Нодар Сулеманашвілі, Борис Цхакая